# Aérospatiale Ludion
Aérospatiale Ludion – mały samolot pionowego startu zademonstrowany na pokazach lotniczych w Paryżu w 1967 roku. Składał się praktycznie tylko z krzesła za którym umieszczone były dwa silniki odrzutowe skierowane w dół. Sterowanie odbywało się na zasadzie wektorowanie ciągu. Ludion mógł unieść pilota i 30 kg sprzętu na odległość 700 metrów na wysokości do 200 metrów.